# Langues siangiques
Les langues siangiques (ou langues koro-holon) sont un groupe de langues traditionnellement considéré comme faisant partie des langues sino-tibétaines. Leur appartenance à cette famille est remise en cause par Blench (2011), argant que les ressemblances entre les deux familles sont le fruit de contact prolongé et d'influence mutuelle ("Sprachbund"). Cette théorie est contestée par Anderson (2014), qui maintient que les langues siangiques appartiennent bien aux langues sino-tibétaines. La classification des langues siangiques ne fait toujours pas consensus à l'heure actuelle.
Ces langues font partie de la famille hypothétique arunachale, avec d'autres langues dont la parenté avec le sino-tibétain a été remis en cause par Blench.

## Classification interne
- langues siangiques
  - koro
  - milang[5]

Si le koro a été inflencé par le hruso, et le milang par le miri (une langue tani), aucun des deux ne fait partie ni des langues hrusiennes, ni des langues tani.
Blench (2014), propose une groupe grand-siangique rassemblant les langues siangiques, les langues digaro, et les langues pré-tani (le substrat hypothétique des langues tani), en se basant sur les travaux de Modi

## Sources